# یانیس کیپورس
یانیس کیپورس (انگلیسی: Jānis Ķipurs؛ زادهٔ ۳ ژانویهٔ ۱۹۵۸) ورزشکار بابسلد اهل لتونیایی‌تبار اهل شوروی بود.